# Brehm-Gedenkstätte
Koordinaten: 50° 48′ 24,4″ N, 11° 50′ 49,1″ O

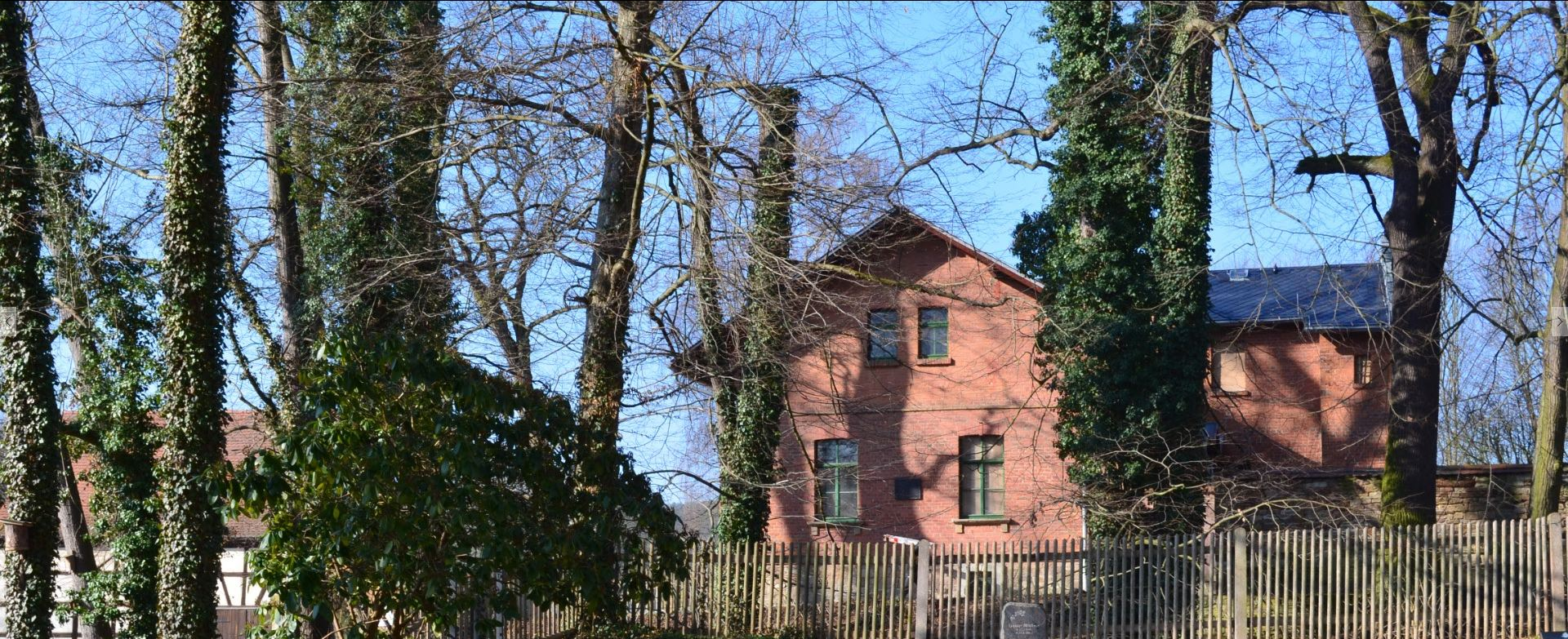
Das Wohnhaus der Familie Brehm in Renthendorf (Thüringen). Hier wurde die Brehm-Gedenkstätte gegründet.

Die ehemalige Brehm-Gedenkstätte, heute das Museum Brehms Welt – Tiere und Menschen, ist ein Memorialmuseum in Renthendorf (Thüringen, Deutschland), das den beiden Naturforschern Christian Ludwig Brehm und Alfred Brehm gewidmet ist. Es wurde 1946 von Frieda Poeschmann, Tochter Alfred Brehms, gegründet. Während es zu dieser Zeit allerdings nur aus zwei Memorialräumen bestand, wurde es bald erweitert und befindet sich bis heute in den ehemaligen Wohnhäusern und Arbeitsstätten der Familie Brehm. Besucher können dort Möbel, Alltagsgegenstände und Bücher der Brehms, Reisemitbringsel von Alfred. E. Brehm sowie originale Vogelpräparate von Christian Ludwig Brehm beschauen und sich über das Leben und Werk der beiden Naturforscher informieren. Den wertvollsten Teil der Sammlung bilden über 2000 Autographen, also Handschriften, der gesamten Brehm-Familie. Direkt neben dem Museum befindet sich die Kirche Renthendorfs sowie der Friedhof mit den Brehm-Gräbern.

## Geschichte

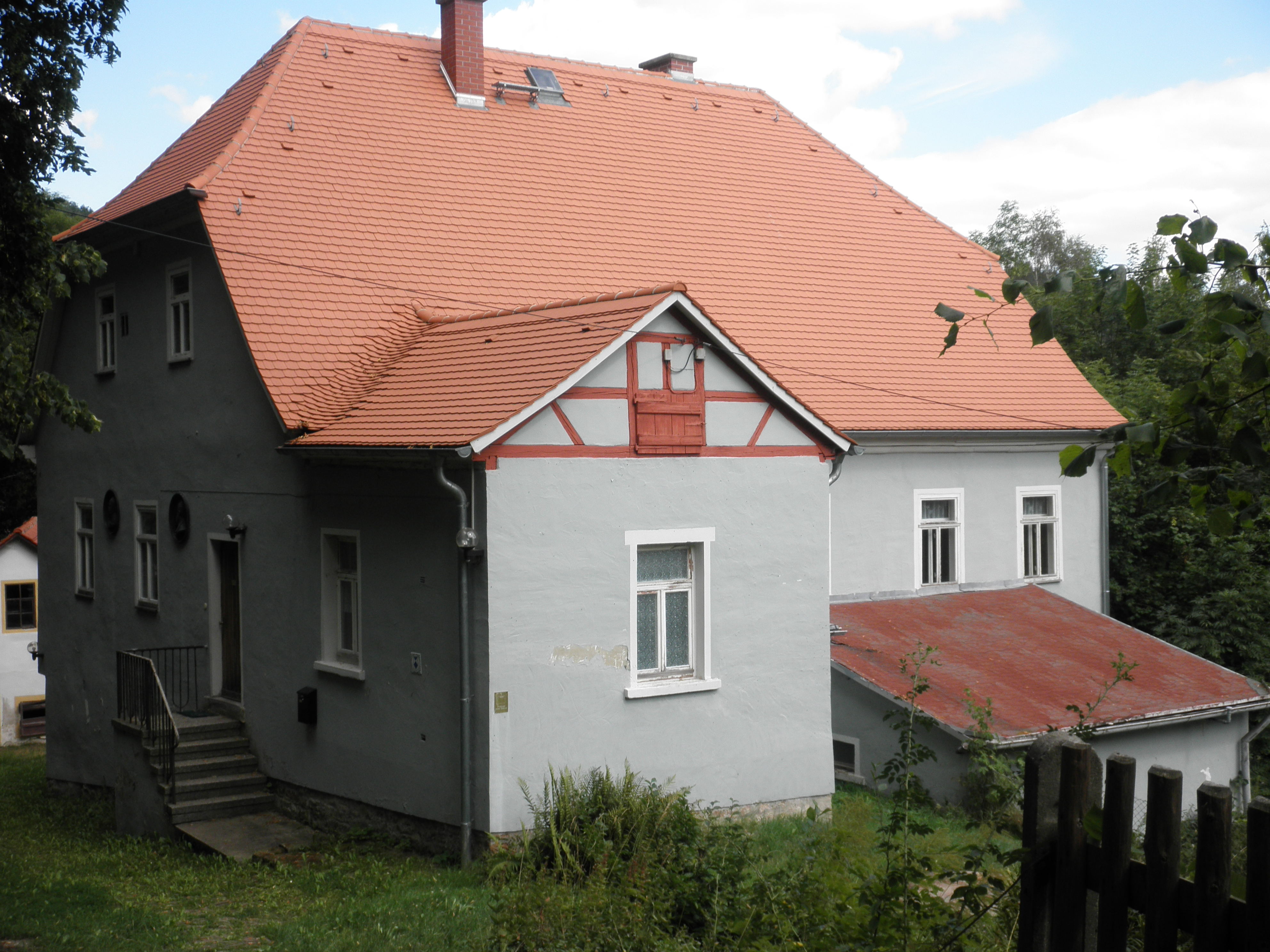
Das Pfarrhaus in Renthendorf (Thüringen): Während der Umbauphase war dies das Ausstellungsgebäude der Gedenkstätte, aktuell ist es der Sitz der Verwaltung.

Die Brehm-Gedenkstätte wurde 1946 von Frieda Poeschmann, geb. Brehm, im 1864/65 erbauten Wohnhaus der Familie Brehm gegründet. Zu dieser Zeit bestand die Gedenkstätte allerdings nur aus zwei Räumen (Arbeitszimmer und Wohnzimmer), welche mit alten Möbeln ausgestattet waren. Der Neffe Poeschmanns, Hans-Renatus Brehm, erbte nach ihrem Tod das Gebäude, schenkte es aber bereits 1952 mitsamt Ausstattung der Gemeinde Renthendorf. Ab 1952 übernahm Gustav Boldt, damaliger Schulleiter in Renthendorf, die ehrenamtliche Leitung der Memorialräume, welcher nach 1968 von Willi Beer abgelöst wurde. Beer erstellte 1973 eine Konzeption zur zukünftigen Entwicklung der Gedenkstätte, welche ab 1975 auch umgesetzt wurde. Es folgten als weitere Leiter Manfred Jeche und Edgar Wolf (1976–1981). Wolf restaurierte während seiner Zeit als Leiter die Räume und machte eine noch umfassendere museale Nutzung möglich. Von 1983 bis 1990 wurde Klaus Fischer zum Leiter der Einrichtung, der die Restaurierungsarbeiten fortsetzte. Fischer wurde 1990 abgelöst von Jörg Hitzing, der das Amt bis 2012 innehatte und zusammen mit dem 1991 gegründeten Förderkreis Brehm e.V. maßgeblich zur Erweiterung der Sammlung von Schriftstücken beitrug. 2012 musste die Brehm-Gedenkstätte aufgrund der Finanzlage der Gemeinde Renthendorf kurzzeitig geschlossen werden. Die Wiedereröffnung wurde schließlich durch die Gründung eines Zweckverbands „Brehm-Gedenkstätte in Renthendorf“ möglich, welcher sich aus sechs umliegenden Gemeinden zusammensetzt und von Volker Bauer geleitet wird. Als neuer Leiter der Gedenkstätte wurde Jochen Süss eingesetzt, der sich seitdem insbesondere um die dringend erforderliche bauliche Sicherung und Restaurierung des Gebäudes und die Einwerbung der dafür nötigen Gelder bemüht. Der Umbau des Gebäudes wurde 2013 begonnen. Im August 2020 fand die feierliche Neueröffnung als Museum „Brehms Welt – Tiere und Menschen“ statt. Während dieser Zeit ist die ehemalige Ausstellung im Pfarrhaus in Renthendorf, der Wohn- und Arbeitsstätte von Christian Ludwig Brehm, für Besucher zugänglich. Am 28. April 2017 wurde die „Alfred Edmund und Christian Ludwig Brehm-Stiftung“ gegründet, die in Zukunft Träger des Museums werden soll.

## Ausstellung
Die in den 1980er Jahren gestaltete Ausstellung des Museums konzentrierte sich auf das Leben und Werk Alfred Edmund und Christian Ludwig Brehms. Neben den authentischen Wohn- und Arbeitsstätten selbst, in denen beide Naturforscher gelebt haben, sind in den aktuell noch vorhandenen Ausstellungsteilen originale Alltagsgegenstände aus dem Hause Brehm; Briefe, Bücher und Bilder der Brehms,  Reisesouvenirs von Alfred Brehm, sowie originale Vogelpräparate von Christian Ludwig Brehm und zahlreiche weitere Dermoplastiken von Vögeln zu sehen. Weiterhin können die Brehm-Gräber an der nahegelegenen Kirche besucht werden. Die Dauerausstellung im ehemaligen Wohnhaus der Familie Brehm heißt die Besucher im 19. Jahrhundert willkommen. In dieser Zeit gewinnt die Natur- und Tierforschung an Bedeutung. Die Nutztierhaltung nimmt zu, Haustiere kommen in Mode und Wildtiere werden in ihrer natürlichen Umgebung seltener. Gebrochen wird diese Zeitreise allerdings durch ungewöhnliche Szenen: Hier sitzen Affen auf dem Biedermeiersofa, dort blicken Wolf und Rabe einander ins Gesicht. Mithilfe solcher Bilder werden auf anschauliche und lebendige Weise im historischen Ambiente sehr aktuelle Fragen nach heutiger Forschung, Artenschutz, Landwirtschaft, (Nutz-)Tierhaltung und Ernährung in den Fokus gesetzt.

## Sammlung
Neben den genannten Ausstellungsobjekten ist die Gedenkstätte im Besitz von etwa 1300 originalen Autographen der Brehm-Familie (davon ca. 700 von Alfred Brehm) sowie weiteren 600 Autographen in Form von Kopien. Dazu zählen unter anderem Briefe, (Steno-)Postkarten und Reisetagebücher, die im Zuge der konzeptionellen Neuausrichtung des Museums online frei zugänglich gemacht werden sollen. Weiterhin umfasst die Sammlung die Haus- und Forschungsbibliothek der Brehms, die auch nach dem Ableben Alfred Edmund Brehms stetig weitergewachsen ist. Sie umfasst derzeit ca. 13.000 Bände. Rund 300 Fotografien und einzelne Expeditionszeichnungen zählen ebenso zur Sammlung. Das Haus ist mit originalem Mobiliar der Brehm-Familie ausgestattet.